# ジェームズ・ボワーバンク

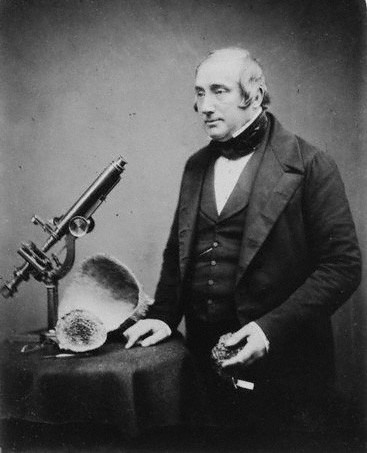
James Scott Bowerbank

ジェームズ・スコット・ボワーバンク（James Scott Bowerbank FRS 、1797年7月14日 - 1877年3月8日）は、イギリスの博物学者、古生物学者である。

## 生涯
ロンドンのBishopsgateに生まれた。父親の醸造所で兄弟とともに働いた。天文学や植物学などの博物学に興味をもち、顕微鏡を使って、熱心な観察を行い、貝類やサンゴ、モス・アゲート（苔メノウ）、燧石などの研究を行った。化石のコレクションを作り上げ、ロンドン・クレーの地質の中の生物の痕跡に強い関心を持ち、1836年頃、『始新世の軟体動物』（"The Eocene Mollusca"）の著者のフレデリック・E・エドワーズ（Frederick E. Edwards）らの6人のメンバーとロンドン・クレー・クラブを設立した。1840年に『ロンドン・クレー中の果実・種子化石の歴史』（"A History of the Fossil Fruits and Seeds of the London Clay"）を著した。2年後に王立協会のフェローに選ばれた。
1847年にイギリスの化石の記載と出版を行う学会の設立を提案し、これは英国記載古生物学会（Palaeontographical Society）のもとになった。1844年から1864年の間、自分の邸で、毎週月曜日の夜、彼の収集物や顕微鏡を学生のために公開した。海綿類に興味を持つようになり、4巻の『イギリスの海綿類の研究』（"A Monograph of the British Spongiadae"）を執筆した。